# Aydınyayla, Alaplı
Aydınyayla là một xã thuộc huyện Alaplı, tỉnh Zonguldak, Thổ Nhĩ Kỳ. Dân số thời điểm năm 2011 là 865 người.